# 月罗公路
月罗公路是中華人民共和國346國道的一部分，位於上海市寶山區和嘉定區，西起塔新東路與劉村路十字路口，東與江楊北路相連。長度為7.23公里。1936年，因国防需要而修築該道路，當時称為宝罗路，又名宝嘉公路。1981年，宝罗路从月浦至罗店镇沪太路段更名為月罗公路。1990年3月15日，道路進行改建拓寬，1991年12月21日竣工。。